# Austin Kleon
Austin Kleon es un escritor estadounidense, autor de los libros: Roba como un artista, Roba como un artista. El diario, Sigue adelante y Aprende a promocionar tu trabajo. Las obras de Kleon se centran en la creatividad en el mundo actual. Ha hablado para organizaciones como Pixar, Google y TEDx.

## Biografía
Kleon comenzó su carrera en una biblioteca pública en Cleveland, Ohio, donde impartió lecciones de informática hasta convertirse en diseñador web para la facultad de derecho de la Universidad de Texas. Después de la publicación de su primer libro, se convirtió en redactor de Spring Box, una agencia de publicidad digital y uno de los autores más vendidos del New York Times. El trabajo de Kleon ha sido traducido a más de doce idiomas.

## Libros
- Newspaper Blackout (2010)
- Roba como un artista (2012)
- Roba como un artista. El diario (2014)
- Aprende a promocionar tu trabajo (2015)
- Sigue avanzando (2019)